# 乌兰哈拉嘎庙
乌兰哈拉嘎庙，位于内蒙古自治区锡林郭勒盟西乌珠穆沁旗，是一座藏传佛教格鲁派寺院。

## 简介
乌兰哈拉嘎庙创建于1650年。
乌兰哈拉嘎庙曾是乌珠穆沁右旗民主政府和旗支会驻地；中共东部中心旗工委、政府驻地；锡林郭勒盟西蒙贸易公司东部联合旗贸易公司驻地。
乌兰哈勒嘎庙的大雄宝殿为2000年所建。根据2010年前后的调查，大雄宝殿平面呈方形，经堂与佛殿共设，无都纲法式，有耳房。经堂平面具有与苏尼特左旗和苏尼特右旗召庙相似的形式。大雄宝殿门廊处也有耳房，但耳房不用于储物，而作为活佛的办公与居住场所。
截至2008年，西乌珠穆沁旗政府批准的宗教活动场所共6处，包括东克尔庙、浩勒图庙、浩齐特王盖庙、乌兰哈拉嘎庙、彦吉嘎庙等5个佛教活动场所，以及清真寺1个伊斯兰教活动场所。这些宗教活动场所全部都设有民主管理委员会。